# Savannah (Tennessee)
Savannah is een plaats (city) in de Amerikaanse staat Tennessee, en valt bestuurlijk gezien onder Hardin County.

## Demografie
Bij de volkstelling in 2000 werd het aantal inwoners vastgesteld op 6917.
In 2006 is het aantal inwoners door het United States Census Bureau geschat op 7248, een stijging van 331 (4,8%).

## Geografie
Volgens het United States Census Bureau beslaat de plaats een oppervlakte van
14,8 km², geheel bestaande uit land. Savannah ligt op ongeveer 141 m boven zeeniveau.

## Plaatsen in de nabije omgeving
De onderstaande figuur toont nabijgelegen plaatsen in een straal van 24 km rond Savannah.